# Седельников, Фёдор Семёнович
Фёдор Семёнович Седельников (1902, Сарапул — 1952, Севастополь) — советский военачальник, вице-адмирал (5.11.1944).

## Биография
Родился в 1902 году в Сарапуле в семье плотника. Учился в реальном училище. Во время Ижевско-Воткинского восстания в 1918 году был арестован восставшими вместе с отцом Семёном Хрисанфовичем — членом местного ревкома, и братом Иваном — Сарапульским военным комиссаром. Отца и брата восставшие сразу расстреляли, а Фёдора как комсомольца долго избивали и пытали, требуя назвать место нахождения других активистов. Был освобождён по просьбе поручившегося за него по просьбе матери директора училища
После окончания реального училища работал в сарапульской милиции.
С сентября 1921 года — на службе в Военно-Морских Силах СССР. Учился в Высшем военно-морском училище. Первый подвиг совершил ещё будучи курсантом, когда во время учебного плавания на крейсере «Аврора» принял участие в ликвидации пожара на форту «Павел I» в ночь на 19 июля 1923 года. При тушении хранившихся на форту в большом беспорядке морских мин и при попытке группы курсантов оттащить наиболее раскалившуюся одну из них в воду, мина взорвалась, четверо погибли, а ещё четверо, включая Фёдора Седельникова, получили тяжёлые ранения. За этот подвиг всех курсантов, погибших и живых, наградили орденами Красного Знамени.
В 1925 году окончил училище. В том же году вступил в ВКП(б). Направлен для прохождения службы в Морские Силы Чёрного моря: с мая 1925 минер и с февраля 1926 врид старшего помощника командира подводной лодки «Шахтёр», с апреля 1926 по ноябрь 1927 — старший помощник командира подводной лодки «Политрук» (все эти корабля базировались на Севастополь). В октябре 1928 года окончил подводный класс Специальных курсов комсостава ВМС РККА (Ленинград), вернулся на Чёрное море и назначен старшим помощником командира подводной лодки «Политработник». Исполняющий обязанности командира подводных лодок «Политрук» (12.1929—08.1930) и «Марксист» (08.1930—09.1930). Затем направлен учиться в академию.
В 1933 году окончил Военно-морскую академию имени К. Е. Ворошилова. Для дальнейшей службы был направлен в Морские силы Дальнего Востока, где стал одним из первых подводников-тихоокеанцев (ранее подводных лодок в составе советского ВМФ на Тихом океане не было): с апреля 1933 года был начальником штаба бригады подводных лодок, с ноября 1933 года — командиром дивизиона подводных лодок. В ноябре 1935 года переведён на такую же должность командира дивизиона подводных лодок на Черноморский флот.
ЧФ (11.1935—12.1937).
В декабре 1937 года был зачислен слушателем в Академию Генерального штаба РККА, но учиться там ему пришлось лишь три месяца. Уже в феврале 1938 года в связи с огромным недостатков кадров в разгар сталинских репрессий отозван из академии и зачислен в центральный аппарат ВМФ СССР, где служил инспектором и старшим инспектором (с ноября того же года) Военно-морской инспекции, а в июне 1939 года стал исполняющим должность начальника группы контроля и инспекции Наркомата ВМФ СССР.
С июля 1939 года — командующий Каспийской военной флотилией (имея на тот момент воинское звание лишь капитана 1-го ранга, в контр-адмиралы его произвели только 4 июня 1940 года). Под его командованием в начале Великой Отечественной войны флотилия участвовала в Иранской операции (август 1941 года), в ходе которой высадила тактический десант (горно-стрелковый полк и артиллерийский дивизион) на побережье Ирана и поддерживала артиллерийским огнём кораблей наступающие по побережью Каспийского моря со стороны Ленкорани части Красной Армии. После прекращения военных действий в Иране корабли флотилии несли стационарную службу в иранских портах Пехлеви, Ноушехр, Бендер-Шах, обеспечивая южный маршрут ленд-лиза.
В ходе дальнейшей войны флотилия обеспечивала нефтеперевозки из Баку по Каспийскому морю и осуществляла противоминную оборону нижнего течения Волги, Эти задачи приобрели стратегическое значение в ходе битвы за Кавказ и Сталинградской битвы. В августе 1942 года с приближением немецких войск флотилия была официально включена в состав действующей армии. Кроме того, на протяжении всей войны корабли флотилии выполняли перевозки личного состава и боевой техники, эвакуацию населения и промышленных предприятий, боролись с атаками немецкой авиации.
С сентября 1944 года — командующий Амурской военной флотилией. С июля 1945 году руководил военно-морским отделом в штабе Главнокомандующего советскими войсками на Дальнем Востоке маршала А. М. Василевского, участвовал в войне с Японией.
После Победы продолжил службу в ВМФ. С января 1946 года — начальник военно-морского отдела Советской военной администрации в Германии. С марта 1947 года служил в Главной инспекции Вооружённых Сил СССР: начальник инспекции подготовки и службы штабов ВМС, с июня 1948 — адмирал-инспектор надводного флота и баз. С июня 1950 года находился на преподавательской работе на военно-морском факультете Высшей военной академии им. К. Е. Ворошилова: начальник кафедры оперативного искусства ВМС (08.1950—02.1951), заместитель начальника кафедры мобподготовки военных округов (07.1950—08.1950 и с 02.1951).
В мае 1952 года, находясь на лечении в Крыму, скоропостижно скончался. Похоронен на Ваганьковском кладбище в Москве.
Сын Валентин служил в ВМФ СССР, капитан 1-го ранга, кандидат технических наук.

## Награды
- Орден Ленина (5.11.1946)
- 4 ордена Красного Знамени (12.05.1924, 27.02.1943, 3.11.1944, 27.12.1951)
- Орден Нахимова I степени (14.09.1945)
- Орден Отечественной войны I степени (8.07.1945)
- Медаль «За оборону Кавказа» (вручена в 1943)
- Ряд других медалей СССР

## Память
- Мемориальная доска командующему Краснознаменной Амурской флотилией Ф. С. Седельникову установлена в Хабаровске на здании, где располагался штаб флотилии (1989).